# Confuciusornis
Confuciusornis là một chi chim nguyên thủy có kích thước cỡ quạ sống vào thời kỳ kỷ Phấn trắng tại thành hệ Yixian và thành hệ Jiufotang ở Trung Quốc, có niên đại từ 125 đến 120 triệu năm trước đây. Như các loài chim hiện đại, Confuciusornis đã có một cái mỏ không răng, nhưng các họ hàng gần của các loài chim hiện đại như Hesperornis và Ichthyornis có răng, chỉ ra rằng sự mất răng xảy ra ở Confuciusornis và các loài chim sống là do tiến hóa hội tụ. Nó là chi chim có mỏ cổ nhất được biết đến. Nó được đặt tên theo nhà hiền triết người Trung Quốc Khổng Tử (551-479 TCN - tên trong tiếng Anh của ông là Confucius). Confuciusornis là một trong những động vật có xương sống phong phú nhất được tìm thấy ở thành hệ Yixian, với hàng trăm mẫu vật hoàn chỉnh đã được tìm thấy.